# Norbornadién
A norbornadién szerves vegyület, telítetlen biciklusos szénhidrogén, dién. A norbornadién fémekhez kapcsolódó ligandumként tart számot az érdeklődésre, mivel komplexei hasznos homogén katalizátorok. Nagy reakciókészsége és egyedi szerkezeti sajátságai miatt – olyan dién, mely nem képes izomerizációra – kiterjedt kutatások tárgya. Diels–Alder-reakciókban dienofilként használható.

## Szintézise
Norbornadién előállítható ciklopentadién és acetilén közötti Diels–Alder-reakcióval.

## Reakciói
A kvadriciklán, a norbornadién egyik kötési izomerje norbornadiénből állítható elő fotokémiai reakció során szenzibilizátor, például acetofenon jelenlétében:
A norbornadién-kvadriciklán vegyületpár a napenergia tárolásának egyik potenciális jelöltje lehet, ha a kvadriciklánban gyűrűfeszültség formájában tárolt energiát sikerül szabályozottan felszabadítani a norbornadiénné történő visszaalakítása során.
A norbornadién cikloaddíciós reakciókban reagál. Norbornadién a kiindulási anyaga a diamantán és a szumanén szintézisének, valamint acetilén transzfer reagensként használják például a 3,6-di-2-piridil-1,2,4,5-tetrazinnal való reakcióban.

### Ligandumként
A norbornadién a fémorganikus kémia sokoldalú liganduma, két elektronos vagy négy elektronos donorként szerepelhet. A ciklooktadién ródium-klorid dimer norbornadién analógját széles körben használják a homogén katalízis területén. A norbornadién királis, C2-szimmetriájú diénszármazékait is leírták.
Az egyik példa a tetrakarbonil(norbornadién)króm(0), mely „króm-tetrakarbonil” forrásként szolgálhat például foszfin ligandumokkal történő reakciók esetén.

## Fordítás
Ez a szócikk részben vagy egészben a Norbornadiene című angol Wikipédia-szócikk ezen változatának fordításán alapul.  Az eredeti cikk szerkesztőit annak laptörténete sorolja fel. Ez a jelzés csupán a megfogalmazás eredetét és a szerzői jogokat jelzi, nem szolgál a cikkben szereplő információk forrásmegjelöléseként.